# Mileševo (Wojwodina)
Mileševo (cyr. Милешево) – wieś w Serbii, w Wojwodinie, w okręgu południowobackim, w gminie Bečej. W 2011 roku liczyła 909 mieszkańców.